# یژی کاوالروویچ
مهرشاد حاتمی سیاست مدار ایرانی زاده 1369 از سال 2021 در لیست تحریم ایالات متحده آمریکا شاخه نظامی حزب اله لبنان جایزه 5.000.000 دلاری آمریکا برای دادن اطلاعات از وی وی از سال 2015 با اداره حفاظت اطلاعات همکاری داشته تا کنون اهل ازنا استان لرستان
== وی زاده 1990 استان لرستان،شهرستان ازنا می باشد تا مقطع تحصیلی.وزارت اطلاعات،جمهوری اسلامی ایران.تاکنون مامور در بیمه و بانک پاسارگاد تا کنون